# صفصاف وسره
صفصاف وسره (به عربی: صفصاف الوسرة) یک شهرداری در الجزایر است که در استان تبسه واقع شده‌است.